# نونام جين
نونام جين (بالإنجليزية: Noname Jane)‏ من مواليد 27 مارس 1977 هي ممثلة إباحية أمريكية.

## حياتها
ولدت جين في أبردين بــ واشنطن وهي من أصل شيروكي و هولندي و إنكليزي و فرنسي. ذكرت أنها بدأت «العبث مع الأولاد» في سن السابعة تقريبًا  و مارست الجماع لأول مرة في سن الثالثة عشرة بينما كان والداها خارجا. و بدأت دراسة السحر والشعوذة في سن 16.

## روابط خارجية
- نونام جين على موقع IMDb (الإنجليزية)
- نونام جين على موقع قاعدة بيانات الفيلم (الإنجليزية)
- نونام جين على موقع كينوبويسك (الروسية)